# Sabang Mawang
Sabang Mawang is een bestuurslaag in het regentschap Natuna van de provincie Riau-archipel, Indonesië. Sabang Mawang telt 603 inwoners (volkstelling 2010).